# Катаєф

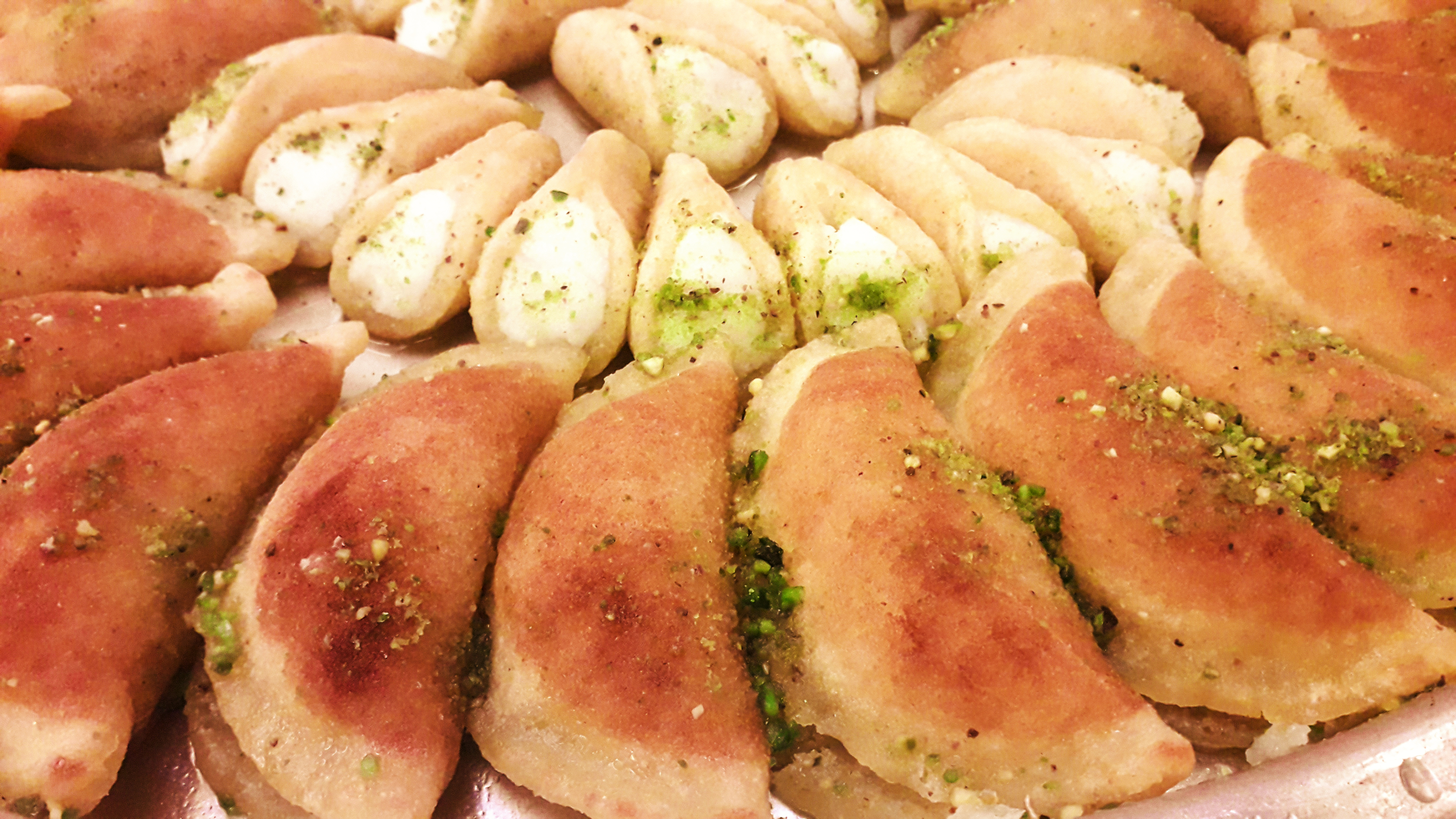
ВІдсортовані катаєфи

Катаєф (араб. قطايف, [qɑˈtˤɑ:jɪf]) — традиційний арабський десерт. Він являє собою різновид солодких пельменів із начинкою з вершків або горіхів, а також може мати форму складеного млинця, подібного до шотландського крампета.

## Етимологія
Арабське слово qaṭaːyif (араб. قطايف) походить від кореня q-ṭ-f, що означає "підбирати"або "зривати".  

## Походження
Вважається, що Катаєф походить з часів Фатимідів. Деякі дослідники вважають, що Катаєф був створений за часів Фатимідської династії, проте його історія сягає періоду Аббасидського халіфату (750–1258 роки н.е.).   Катаєф згадується в арабській кулінарній книзі X століття, написаній за часів Аббасидського халіфату, автором якої був Ібн Сайяр аль-Варрак. У своїй праці Kitab al-Ṭabīḫ (араб. كتاب الطبيخ, "Книга страв") він описує цей десерт серед інших традиційних страв.Згодом ця книга була перекладена дослідницею Наваль Насралла під назвою Annals of the Caliphs' Kitchens ("Аннали кухонь халіфів").  Традиційна начинка Катаєф, згідно з середньовічними арабськими кулінарними книгами, складалася з подрібненого мигдалю та цукру. У тих рецептах після начинки млинці іноді смажили в оліїволоського горіха або запікали в духовці.  Катаєф традиційно готували вуличні торговці та домогосподарства в Єгипті та Леванті. Його зазвичай начиняють сиром акаві, подрібненими волоськими горіхами або фісташками. Також використовуються різноманітні начинки, зокрема Нутелла.  

## Традиція
Арабські мусульмани зазвичай подають Катаєф протягом місяця Рамадан. 

## Приготування
Катаєф — це загальна назва десерту в цілому, а точніше його тіста. Воно зазвичай готується з борошна, розпушувача, води, дріжджів і  іноді з цукру. Тісто розливають на гарячу круглу поверхню, створюючи млинцеподібні коржі, які готуються лише з одного боку. Після цього їх начиняють і складають.
Начинкою може бути несолоний солодкий сир, суміш із фундука, волоських горіхів, мигдалю, фісташок, родзинок, цукрової пудри, екстракту ванілі, трояндової води (ma-zahr, араб. ماء الزهر) та кориці.
Після начинки Катаєф смажать у фритюрі або, рідше, запікають у духовці. Потім його подають із гарячим солодким сиропом або медом.
Існує й інший варіант подачі, коли тісто наповнюють збитими вершками або киштою (араб. قشطة), складають навпіл і подають з ароматним сиропом без смаження чи запікання. Такий варіант називається Катаєф ассафірі(араб. قطايف عصافيري).

## Дивіться також
- Азійська кухня
- Кнафе